# Autermanngraben
Der Autermanngraben  (oder Autermannsgraben, Gewässerkennzahl: 32172) ist ein orografisch rechter Zufluss zur Werse in Nordrhein-Westfalen. Der etwa 1,9 km lange Bach entspringt in der Bauerschaft Eickendorf der Stadt Drensteinfurt und mündet nach einem westlichen, im Stadtgebiet teilweise verrohrten Lauf, nordöstlich des Schlossparks in Drensteinfurt über eine Sohlrampe in die Werse. Diese Sohlrampe ist wegen ihrer Steilheit und wegen des meist sehr geringen Abflusses für Fische nicht passierbar. In trockenen Sommern fällt der Verlauf teilweise trocken.